# Рей (місто)
Рей (перс. ری) — місто в північному Ірані, в провінції Тегеран. Розташовано за 10 кілометрів на південь від столиці країни — міста Тегеран, з яким пов'язано гілкою метро. Адміністративний центр шахрестану Рей. Населення — 250 тисяч осіб (1996).

## Історія
Рей є одним з найстаріших міст Ірану. Місто було одним з центрів Мідії, а потім держав Ахеменідів, Селевкідів і Сасанідів, і мав назву Арсакія, що перекладається як білі саки — скіфське плем'я. Селевк I Нікатор відновив місто після землетрусу, що стався за часів його правління й дав місту ім'я Європ. Під час парфянських війн було практично цілком спустошене та знекровлене, пізніше Аршак знову відновив його.
1227 року Джелал ад-Дін розбив загін монголів біля Рея. Місто зберегло своє значення й за мусульманських часів, однак у XIII столітті було зруйновано монголами, після чого так і не змогло відновити свій вплив. У місті збереглось чимало пам'яток давнини й раннього середньовіччя, таких як Бордж-е Тогрул, гробниця Шахр Бану й мечеть Шах Абдул-Азім.

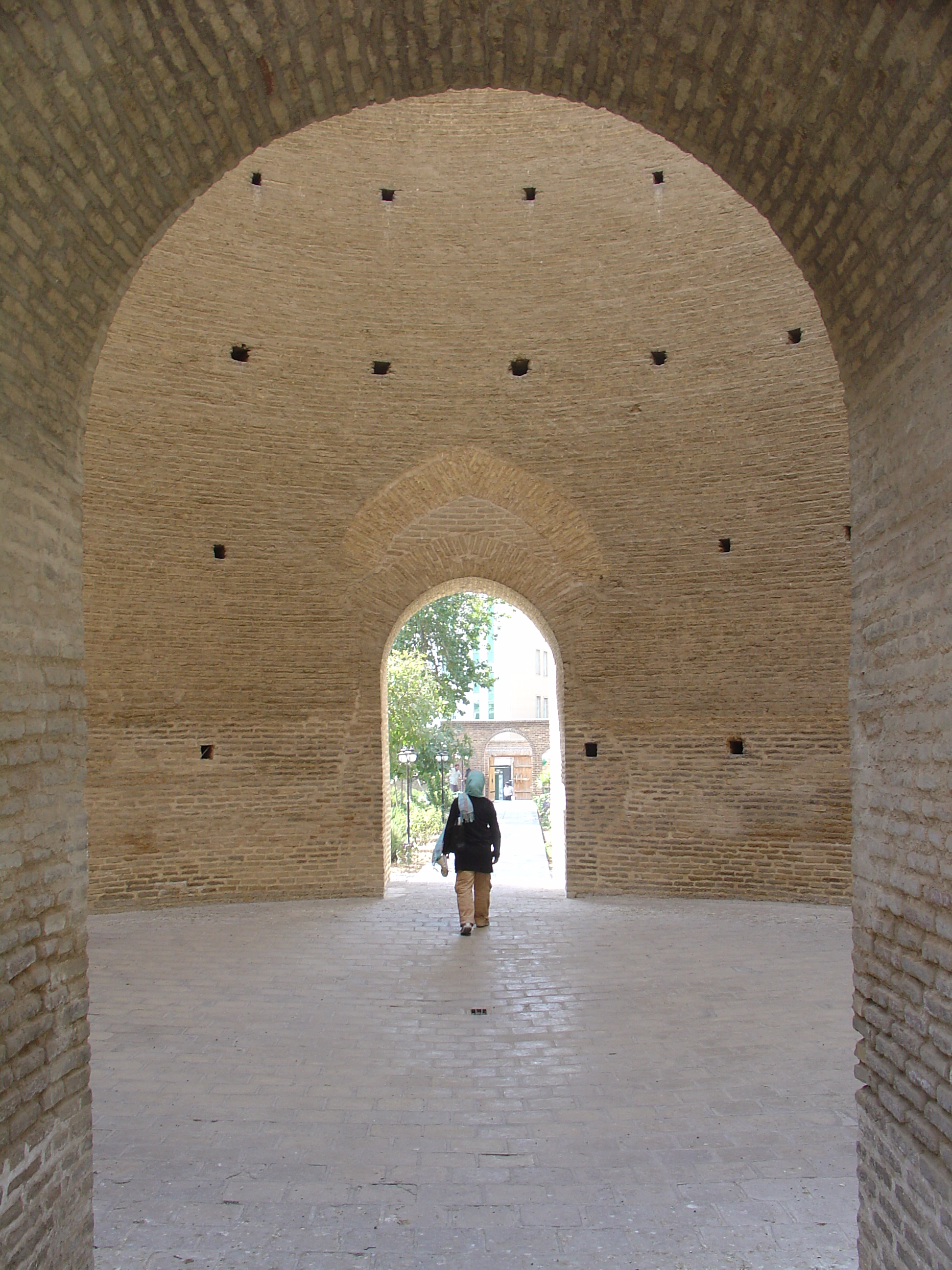
Портал вежі Тогрул

## Пам'ятки Рея
На околиці Рея, на горі Асхан можна побачити викарбувану у скелі зображення Фатх-Алі Шах Каджара. Свого часу він зробив Рей місцем відпочинку своєї родини, а гору — місцем катань і гулянь. Тоді на місці портрету Фатх-Алі були зображені Сасанідські царі, однак шах наказав стерти ті портрети й замість них викарбувати свій власний.
Однією з найдавніших споруд Рея є зороастрійська вежа Гебрі. Зороастрійці вірили, що труп, який гниє, опоганює будь-яку стихію, окрім повітря: вогонь, воду й землю — тому залишали тіла померлих на вершині веж, щоб їх з'їдали птахи й комахи, після чого забирали чисті кістки й закопували їх у землю. Вежа Гербі, чи Вежа тиші, датована I тисячоліттям до н. е.
Однією з найвідоміших споруд Рея є вежа Тогрула, збудована у XII столітті за часів сельджуків. Фактично вона є гробницею одного з родоначальників сельджуцької династії Тогрул-бека (бл. 990 — 1063). Розпочавши своє життя предводителем кочових племен Огузів, він захопив Хорасан, більшу частину Ірану, Азербайджан, частину Вірменії й Ірак, включаючи Багдад. Двадцятиметрова вежа первинно була увінчана конічним дахом, але його було знищено землетрусом 1884 року, так само як і значну частину оздоблення та прикрас.
Однією з найбільш визначних мусульманських пам'яток Рея є меморіальний комплекс Шах Абдул-Азім, збудований на місці смерті шиїтського святого шаха Абдул-Азіма, нащадка другого імама Хасана. Там же розташовані могили імамзаде Хамзи, брата святого імама Рези, імамзаде Тахіра, сина четвертого імама Алі аль-Асгара, та Насреддін-шаха Каджара. Споруда є типовою мечеттю з центральним айваном, позолоченим куполом і двома мінаретами. Одна з дверей, що ведуть до мавзолею Насреддін-шаха, прикрашена мозаїкою, була виготовлена в середині XV століття, за часів Тимуридів. Двоє інших дверей, залізних і також гарно оздоблених, були датовані 1538 роком, хоч раніше вважались найбільш стародавніми в будівлі й належали до сельджуцького періоду. Айван і портик мавзолею імамзаде Хамзи були створені вже за сефевідського шаха Тахмаспа в середині XVI століття. Посріблена могила імамзаде була створена за наказом Фатх Алі-шаха Каджара, а різні прикраси — мозаїки, дзеркала, фрески — додавались упродовж всього XIX століття.
Там же, у Реї, є гробниця, що приписується царівне Шахр Бану, напівлегендарній особі, яку шанують тільки шиїти. Вона була дочкою останнього Сасанідського царя Єздигерда III, а після підкорення Ірану арабами була вивезена до Медіни. Там вона вийшла заміж за третього імама Хусейна й народила йому сина Алі, більш відомого під іменем Зейн аль-Абідіна, четвертого шиїтського імама. Її ім'я означає «Володарка Землі». Слід відзначити, що суніти й більшість науковців заперечують існування Шахр Бану та стверджують, що між дочкою Єздигерда та дружиною імама Хусейна немає нічого спільного.

## Персоналії
- Святий Анастасій Перський (VI — 628) — іранський святий
- Абд аль-Рахман аль-Суфі (903—986) — перський астроном часів Буїдської держави.